# Новий Желехув
Новий Желехув (пол. Nowy Żelechów) — село в Польщі, у гміні Хинув Груєцького повіту Мазовецького воєводства.
У 1975-1998 роках село належало до Радомського воєводства.